# 萬一貫
萬一貫（1540年—1614年），字汝唯，號心源，江西吉安府安福縣人，民籍，明朝政治人物。

## 生平
隆庆元年丁卯科江西鄉試第八十九名舉人。隆慶二年（1568年）中式戊辰科會試第三百四十九名，三甲第三百一十三名進士。授中书舍人，萬曆元年（1573年）三月擢授山东道试监察御史，八月巡督两浙盐课兼理漕政，三年七月升湖广佥事，兵备武汉，洞庭诸亡命贼人聞其名，悉远遁去。九年十月升四川右参议，驻守叙州。遷广东副使，丁憂歸，年七十五卒，祀乡贤。

## 家族
曾祖萬碾；祖父萬璦；父萬子鐸，母楊氏；繼母劉氏。具庆下。兄一賓。弟一质、一贵、一贤。子萬棟。